# Matías Dufour
Matías Ezequiel Dufour Camacho (Montevideo, Uruguay; 24 de febrero de 1999) es un futbolista uruguayo que juega como guardameta en Sportivo Trinidense, de la Primera División de Paraguay.

## Trayectoria

### Defensor Sporting
Llegó al club en 2014, donde pasó por las divisiones formativas antes de llegar al primer equipo, e hizo su debut profesional el 10 de noviembre de 2021, jugando para Defensor Sporting en la 20.ª fecha del Campeonato Uruguayo de Segunda División 2021 en la victoria 2 - 0 frente a Uruguay Montevideo.

## Estadísticas

### Clubes
Actualizado hasta su último partido disputado el 28 de enero de 2025.
| Club                         | Div.          | Temporada     | Liga  | Liga  | Liga  | Copas nacionales | Copas nacionales | Copas nacionales | Torneos internacionales | Torneos internacionales | Torneos internacionales | Total | Total | Total |
| Club                         | Div.          | Temporada     | Part. | G. R. | V. I. | Part.            | G. R.            | V. I.            | Part.                   | G. R.                   | V. I.                   | Part. | G. R. | V. I. |
| ---------------------------- | ------------- | ------------- | ----- | ----- | ----- | ---------------- | ---------------- | ---------------- | ----------------------- | ----------------------- | ----------------------- | ----- | ----- | ----- |
| Defensor Sporting · Uruguay  | 2.ª           | 2021          | 7     | 3     | 4     | —                | —                | —                | —                       | —                       | —                       | 7     | 3     | 4     |
| Defensor Sporting · Uruguay  | 1.ª           | 2022          | 4     | 6     | 2     | 5                | 1                | 4                | —                       | —                       | —                       | 9     | 7     | 6     |
| Defensor Sporting · Uruguay  | 1.ª           | 2023          | 34    | 27    | 14    | —                | —                | —                | 1                       | 0                       | 1                       | 35    | 27    | 15    |
| Defensor Sporting · Uruguay  | 1.ª           | 2024          | 1     | 2     | 0     | 6                | 2                | 5                | —                       | —                       | —                       | 7     | 4     | 5     |
| Defensor Sporting · Uruguay  | Total club    | Total club    | 46    | 38    | 20    | 11               | 3                | 9                | 1                       | 0                       | 1                       | 58    | 41    | 30    |
| Sportivo Trinidense Paraguay | 1.ª           | 2025          | 2     | 4     | 0     | —                | —                | —                | —                       | —                       | —                       | 2     | 4     | 0     |
| Sportivo Trinidense Paraguay | Total club    | Total club    | 2     | 4     | 0     | 0                | 0                | 0                | 0                       | 0                       | 0                       | 2     | 4     | 0     |
| Total carrera                | Total carrera | Total carrera | 48    | 42    | 20    | 11               | 3                | 9                | 1                       | 0                       | 1                       | 60    | 45    | 30    |
| 1. 2. 3.                     |               |               |       |       |       |                  |                  |                  |                         |                         |                         |       |       |       |

### Títulos nacionales
| Título           | Club              | País    | Año  |
| ---------------- | ----------------- | ------- | ---- |
| Copa AUF Uruguay | Defensor Sporting | Uruguay | 2022 |
| Copa AUF Uruguay | Defensor Sporting | Uruguay | 2023 |
| Copa AUF Uruguay | Defensor Sporting | Uruguay | 2024 |